# 卡蘭-洛斯韋納多斯火山
40°18′29″S 72°04′12″W / 40.308°S 72.07°W

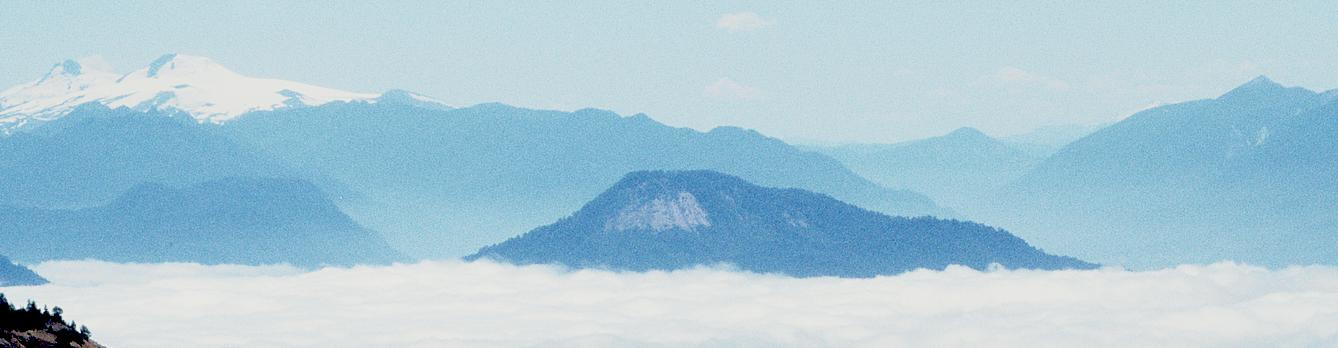

卡蘭-洛斯韋納多斯火山（西班牙語：Carrán-Los Venados），是智利的火山群，位於該國南部，處於蘭科湖東南面，海拔高度1,114米，最近一次火山噴發在1979年4至5月發生。